# Krajská liga ledního hokeje 2023/2024
Krajská liga mužů v sezóně 2023/2024 je 31. ročníkem samostatné čtvrté nejvyšší české soutěže v ledním hokeji. Olomoucký a Pražský kraj v téhle sezóně nehrály a týmy startovaly v sousedních krajích.

## Krajská liga Vysočiny

### Základní část
| Poř. | Tým                              | Z  | V  | VP | PP | P  | VG  | OG  | B  |
| ---- | -------------------------------- | -- | -- | -- | -- | -- | --- | --- | -- |
| 1.   | HC Žihadla Moravské Budějovice   | 20 | 13 | 3  | 1  | 3  | 120 | 59  | 46 |
| 2.   | HC Lední Medvědi Pelhřimov       | 20 | 14 | 1  | 2  | 3  | 121 | 69  | 46 |
| 3.   | HC Chotěboř                      | 20 | 12 | 0  | 4  | 4  | 119 | 61  | 40 |
| 4.   | HC Světlá nad Sázavou            | 20 | 11 | 2  | 2  | 5  | 90  | 58  | 39 |
| 5.   | SK Telč                          | 20 | 12 | 1  | 0  | 7  | 105 | 97  | 38 |
| 6.   | TJ Jiskra Humpolec               | 20 | 7  | 6  | 1  | 6  | 103 | 76  | 34 |
| 7.   | HHK Velké Meziříčí B             | 20 | 9  | 0  | 1  | 10 | 83  | 93  | 28 |
| 8.   | TJ Náměšť nad Oslavou            | 20 | 6  | 2  | 2  | 10 | 82  | 111 | 24 |
| 9.   | HC Spartak Velká Bíteš           | 20 | 5  | 1  | 2  | 12 | 63  | 96  | 19 |
| 10.  | HC Ledeč nad Sázavou             | 20 | 2  | 1  | 2  | 15 | 63  | 134 | 10 |
| 11.  | HC Orli Bystřice nad Pernštejnem | 20 | 2  | 0  | 0  | 18 | 57  | 152 | 6  |

### Play-off

#### Čtvrtfinále
- HC Žihadla Moravské Budějovice - TJ Náměšť nad Oslavou 6:3 (1:1, 2:2, 3:0)
- TJ Náměšť nad Oslavou - HC Žihadla Moravské Budějovice 1:8 (0:1, 0:4, 1:3)
- HC Žihadla Moravské Budějovice - TJ Náměšť nad Oslavou 4:2 (2:1, 0:1, 2:0)
- HC Žihadla Moravské Budějovice vyhráli sérii 3:0 na zápasy.

- HC Lední Medvědi Pelhřimov - HHK Velké Meziříčí B 7:3 (3:2, 2:0, 2:1)
- HHK Velké Meziříčí B - HC Lední Medvědi Pelhřimov 3:4 Pr. (0:0, 3:2, 0:1, 0:1)
- HC Lední Medvědi Pelhřimov - HHK Velké Meziříčí B 8:3 (3:1, 5:1, 0:1)
- HC Lední Medvědi Pelhřimov vyhráli sérii 3:0 na zápasy.

- HC Chotěboř - TJ Jiskra Humpolec 10:2 (2:0, 4:2, 4:0)
- TJ Jiskra Humpolec - HC Chotěboř 1:6 (0:1, 0:4, 1:1)
- HC Chotěboř - TJ Jiskra Humpolec 6:0 (2:0, 3:0, 1:0)
- HC Chotěboř vyhráli sérii 3:0 na zápasy.

- HC Světlá nad Sázavou - SK Telč 7:3 (4:1, 1:1, 2:1)
- SK Telč - HC Světlá nad Sázavou 5:4 (1:2, 1:1, 3:1)
- HC Světlá nad Sázavou - SK Telč 2:5 (2:1, 0:1, 0:3)
- SK Telč - HC Světlá nad Sázavou 1:5 (0:0, 1:4, 0:1)
- HC Světlá nad Sázavou - SK Telč 2:1 (0:1, 1:0, 1:0)
- HC Světlá nad Sázavou vyhráli sérii 3:2 na zápasy.

#### Semifinále
- HC Žihadla Moravské Budějovice - HC Světlá nad Sázavou 3:4 (1:1, 1:1, 1:2)
- HC Světlá nad Sázavou - HC Žihadla Moravské Budějovice 4:6 (2:3, 1:1, 1:2)
- HC Žihadla Moravské Budějovice - HC Světlá nad Sázavou 4:1 (2:1, 2:0, 0:0)
- HC Světlá nad Sázavou - HC Žihadla Moravské Budějovice 3:1 (2:0, 1:0, 0:1)
- HC Žihadla Moravské Budějovice - HC Světlá nad Sázavou 2:0 (0:0, 0:0, 2:0)
- HC Žihadla Moravské Budějovice vyhráli sérii 3:2 na zápasy.

- HC Lední Medvědi Pelhřimov - HC Chotěboř 5:6 (2:0, 2:3, 1:3)
- HC Chotěboř - HC Lední Medvědi Pelhřimov 4:2 (2:0, 1:0, 1:2)
- HC Lední Medvědi Pelhřimov - HC Chotěboř 4:3 Pr. (0:1, 2:1, 1:1, 1:0)
- HC Chotěboř - HC Lední Medvědi Pelhřimov 5:4 (1:1, 2:0, 2:3)
- HC Chotěboř vyhráli sérii 3:1 na zápasy.

#### Finále
- HC Žihadla Moravské Budějovice - HC Chotěboř 2:4 (1:1, 0:2, 1:1)
- HC Chotěboř - HC Žihadla Moravské Budějovice 4:0 (1:0, 2:0, 1:0)
- HC Žihadla Moravské Budějovice - HC Chotěboř 3:5 (0:1, 1:3, 2:1)
- HC Chotěboř vyhráli sérii 3:0 na zápasy a stali se vítězem Krajské ligy Vysočiny. Před začátkem soutěže se kluby z Vysočiny vzdali účasti kvalifikace o druhou ligu.

## Jihočeská krajská liga

### Základní část
| Poř. | Tým                              | Z  | V  | VP | PP | P  | VG  | OG  | B  |
| ---- | -------------------------------- | -- | -- | -- | -- | -- | --- | --- | -- |
| 1.   | HC Milevsko 1934                 | 18 | 17 | 1  | 0  | 0  | 139 | 42  | 53 |
| 2.   | TJ Hluboká nad Vltavou Knights   | 18 | 14 | 0  | 1  | 3  | 133 | 46  | 43 |
| 3.   | HC Strakonice                    | 18 | 11 | 0  | 0  | 7  | 79  | 73  | 33 |
| 4.   | TJ Lokomotiva Veselí nad Lužnicí | 18 | 10 | 1  | 0  | 7  | 92  | 76  | 32 |
| 5.   | HC Střelci Jindřichův Hradec     | 18 | 9  | 0  | 0  | 9  | 73  | 87  | 27 |
| 6.   | OLH Spartak Soběslav             | 18 | 8  | 0  | 0  | 10 | 78  | 81  | 24 |
| 7.   | HC Vimperk                       | 18 | 7  | 0  | 2  | 9  | 56  | 62  | 23 |
| 8.   | TJ Sokol Radomyšl                | 18 | 7  | 0  | 0  | 11 | 74  | 92  | 21 |
| 9.   | HC Slavoj Český Krumlov          | 18 | 4  | 1  | 0  | 13 | 71  | 105 | 14 |
| 10.  | TJ Božetice                      | 18 | 0  | 0  | 0  | 18 | 41  | 172 | 0  |

### Play-off

#### Čtvrtfinále
- HC Milevsko 1934 - TJ Sokol Radomyšl 11:1 (3:1, 2:0, 6:0)
- TJ Sokol Radomyšl - HC Milevsko 1934 4:5 Pr. (2:1, 2:2, 0:1, 0:1)
- HC Milevsko 1934 - TJ Sokol Radomyšl 3:2 (1:0, 2:1, 0:1)
- HC Milevsko 1934 vyhráli sérii 3:0 na zápasy.

- TJ Hluboká nad Vltavou Knights - HC Vimperk 2:4 (1:1, 0:3, 1:0)
- HC Vimperk - TJ Hluboká nad Vltavou Knights 2:4 (1:3, 0:1, 1:0)
- TJ Hluboká nad Vltavou Knights - HC Vimperk 5:4 Pr. (0:2, 2:1, 2:1, 1:0)
- HC Vimperk - TJ Hluboká nad Vltavou Knights 5:2 (1:0, 3:2, 1:0)
- TJ Hluboká nad Vltavou Knights - HC Vimperk 4:0 (0:0, 1:0, 3:0)
- TJ Hluboká nad Vltavou Knights vyhráli sérii 3:2 na zápasy.

- HC Strakonice - OLH Spartak Soběslav 1:5 (1:0, 0:4, 0:1)
- OLH Spartak Soběslav - HC Strakonice 5:3 (1:2, 1:0, 3:1)
- HC Strakonice - OLH Spartak Soběslav 2:6 (0:0, 1:2, 1:4)
- OLH Spartak Soběsla vyhráli sérii 3:0 na zápasy.

- TJ Lokomotiva Veselí nad Lužnicí - HC Střelci Jindřichův Hradec 6:3 (2:0, 3:2, 1:1)
- HC Střelci Jindřichův Hradec - TJ Lokomotiva Veselí nad Lužnicí 1:5 (0:1, 0:2, 1:2)
- TJ Lokomotiva Veselí nad Lužnicí - HC Střelci Jindřichův Hradec 7:4 (3:2, 2:1, 2:1)
- TJ Lokomotiva Veselí nad Lužnicí vyhráli sérii 3:0 na zápasy.

#### Semifinále
- TJ Hluboká nad Vltavou Knights - TJ Lokomotiva Veselí nad Lužnicí 9:4 (6:1, 2:2, 1:1)
- TJ Lokomotiva Veselí nad Lužnicí - TJ Hluboká nad Vltavou Knights 2:5 (1:1, 0:2, 1:2)
- TJ Hluboká nad Vltavou Knights - TJ Lokomotiva Veselí nad Lužnicí 3:1 (0:0, 2:0, 1:1)
- TJ Hluboká nad Vltavou Knights vyhráli sérii 3:0 na zápasy.

- HC Milevsko 1934 - OLH Spartak Soběslav 4:2 (1:0, 3:0, 0:2)
- OLH Spartak Soběslav - HC Milevsko 1934 1:4 (0:2, 0:1, 1:1)
- HC Milevsko 1934 - OLH Spartak Soběslav 10:2 (3:0, 3:1, 4:1)
- HC Milevsko 1934 vyhráli sérii 3:0 na zápasy.

#### Finále
- HC Milevsko 1934 - TJ Hluboká nad Vltavou Knights 7:9 (0:4, 2:3, 5:2)
- TJ Hluboká nad Vltavou Knights - HC Milevsko 1934 5:2 (2:0, 3:0, 0:2)
- HC Milevsko 1934 - TJ Hluboká nad Vltavou Knights 7:4 (3:2, 2:1, 2:1)
- TJ Hluboká nad Vltavou Knights - HC Milevsko 1934 5:1 (0:1, 2:0, 3:0)
- TJ Hluboká nad Vltavou Knights vyhráli sérii 3:1 na zápasy a postoupil do kvalifikace o postup do 2. ligu.

## Krajská liga Jižní Moravy a Zlína

### Základní část
| Poř. | Tým                     | Z  | V  | VP | PP | P  | VG  | OG  | B  |
| ---- | ----------------------- | -- | -- | -- | -- | -- | --- | --- | -- |
| 1.   | SK Prostějov 1913       | 24 | 22 | 0  | 0  | 2  | 165 | 72  | 66 |
| 2.   | HK Kroměříž             | 24 | 20 | 1  | 0  | 3  | 162 | 68  | 62 |
| 3.   | Hokej Uherský Ostroh    | 24 | 13 | 1  | 0  | 10 | 151 | 101 | 41 |
| 4.   | DYNAMITERS Blansko HK   | 24 | 11 | 2  | 0  | 11 | 117 | 113 | 37 |
| 5.   | HC Spartak Uherský Brod | 24 | 7  | 3  | 3  | 11 | 87  | 112 | 30 |
| 6.   | HC Lvi Fosfa Břeclav    | 24 | 7  | 1  | 3  | 13 | 97  | 120 | 26 |
| 7.   | HC Boskovice            | 24 | 8  | 0  | 0  | 16 | 87  | 139 | 24 |
| 8.   | HC Uherské Hradiště     | 24 | 5  | 2  | 2  | 15 | 65  | 132 | 21 |
| 9.   | HC Brumov-Bylnice       | 24 | 5  | 0  | 2  | 17 | 73  | 147 | 17 |

### Play-off

#### Čtvrtfinále
- SK Prostějov 1913 - HC Uherské Hradiště 14:3 (5:1, 6:0, 3:2)
- HC Uherské Hradiště - SK Prostějov 1913 2:9 (0:2, 2:5, 0:2)
- SK Prostějov 1913 vyhráli sérii 2:0 na zápasy.

- HK Kroměříž - HC Boskovice 9:0 (2:0, 1:0, 6:0)
- HC Boskovice - HK Kroměříž 2:8 (0:3, 0:2, 2:3)
- HK Kroměříž vyhráli sérii 2:0 na zápasy.

- Hokej Uherský Ostroh - HC Lvi Fosfa Břeclav 3:6 (1:1, 2:2, 0:3)
- HC Lvi Fosfa Břeclav - Hokej Uherský Ostroh 5:6 SN (1:2, 1:1, 3:2, 0:0, 0:1)
- Hokej Uherský Ostroh - HC Lvi Fosfa Břeclav 2:8 (1:1, 1:3, 0:4)
- HC Lvi Fosfa Břeclav vyhráli sérii 2:1 na zápasy.

- DYNAMITERS Blansko HK - HC Spartak Uherský Brod 4:7 (2:0, 0:6, 2:1)
- HC Spartak Uherský Brod - DYNAMITERS Blansko HK 5:2 (1:0, 2:0, 2:2)
- HC Spartak Uherský Brod vyhráli sérii 2:0 na zápasy.

#### Semifinále
- SK Prostějov 1913 - HC Lvi Fosfa Břeclav 4:3 (1:1, 1:0, 2:2)
- HC Lvi Fosfa Břeclav - SK Prostějov 1913 6:4 (2:1, 3:2, 1:1)
- SK Prostějov 1913 - HC Lvi Fosfa Břeclav 5:2 (4:1, 0:0, 1:1)
- HC Lvi Fosfa Břeclav - SK Prostějov 1913 4:3 (2:1, 1:2, 1:0)
- SK Prostějov 1913 - HC Lvi Fosfa Břeclav 9:3 (1:2, 4:1, 4:0)
- SK Prostějov 1913 vyhráli sérii 3:2 na zápasy.

- HK Kroměříž - HC Spartak Uherský Brod 4:1 (1:0, 0:1, 3:0)
- HC Spartak Uherský Brod - HK Kroměříž 2:5 (0:1, 2:3, 0:1)
- HK Kroměříž - HC Spartak Uherský Brod 5:2 (2:2, 0:0, 3:0)
- HK Kroměříž vyhráli sérii 3:0 na zápasy.

#### Finále
- SK Prostějov 1913 - HK Kroměříž 2:5 (0:0, 1:3, 1:2)
- HK Kroměříž - SK Prostějov 1913 4:2 (2:1, 1:0, 1:1)
- SK Prostějov 1913 - HK Kroměříž 3:2 (2:0, 0:1, 1:1)
- HK Kroměříž - SK Prostějov 1913 5:7 (2:3, 1:2, 2:2)
- SK Prostějov 1913 - HK Kroměříž 3:2 (2:0, 1:0, 0:2)
- SK Prostějov 1913 vyhráli sérii 3:2 na zápasy a postoupil do kvalifikace o postup do 2. ligu.

## Liberecká krajská liga

### Základní část
| Poř. | Tým                           | Z  | V  | VP | PP | P  | VG  | OG  | B  |
| ---- | ----------------------------- | -- | -- | -- | -- | -- | --- | --- | -- |
| 1.   | HC Turnov 1931                | 21 | 10 | 4  | 3  | 4  | 118 | 87  | 41 |
| 2.   | HC Autocentrum Jičín          | 21 | 11 | 2  | 4  | 4  | 86  | 65  | 41 |
| 3.   | HC Lomnice nad Popelkou       | 21 | 12 | 2  | 0  | 7  | 101 | 85  | 40 |
| 4.   | HC Česká Lípa                 | 21 | 8  | 4  | 3  | 6  | 93  | 80  | 35 |
| 5.   | HC Gepardi Jablonec nad Nisou | 21 | 11 | 0  | 1  | 9  | 124 | 100 | 34 |
| 6.   | HC Frýdlant                   | 21 | 8  | 1  | 2  | 10 | 88  | 92  | 28 |
| 7.   | HC Vlci Jablonec nad Nisou    | 21 | 6  | 2  | 2  | 11 | 88  | 103 | 24 |
| 8.   | HC TS Varnsdorf               | 21 | 2  | 1  | 1  | 17 | 49  | 135 | 9  |

### Play-off

#### Čtvrtfinále
- HC Lomnice nad Popelkou - HC Frýdlant 5:1 (1:0, 1:1, 3:0)
- HC Frýdlant - HC Lomnice nad Popelkou 3:4 Pr. (1:2, 1:1, 1:0, 0:1)
- HC Lomnice nad Popelkou vyhráli sérii 2:0 na zápasy.

- HC Česká Lípa - HC Gepardi Jablonec nad Nisou 7:5 (2:1, 3:1, 2:3)
- HC Gepardi Jablonec nad Nisou - HC Česká Lípa 8:9 (2:3, 2:3, 4:3)
- HC Česká Lípa vyhráli sérii 2:0 na zápasy.

#### Semifinále
- HC Turnov 1931 - HC Česká Lípa 2:3 (2:1, 0:1, 0:1)
- HC Česká Lípa - HC Turnov 1931 2:3 Pr. (0:0, 1:2, 1:0, 0:1)
- HC Turnov 1931 - HC Česká Lípa 5:3 (2:1,2:0,1:2)
- HC Česká Lípa - HC Turnov 1931 3:4 (2:1, 0:1, 1:2)
- HC Turnov 1931 vyhráli sérii 3:1 na zápasy.

- HC Autocentrum Jičín - HC Lomnice nad Popelkou 2:1 (0:1, 2:0, 0:0)
- HC Lomnice nad Popelkou - HC Autocentrum Jičín 2:3 Pr. (0:1, 0:1, 2:0, 0:1)
- HC Autocentrum Jičín - HC Lomnice nad Popelkou 4:0 (2:0,2:0,0:0)
- HC Autocentrum Jičín vyhráli sérii 3:0 na zápasy.

#### Finále
- HC Turnov 1931 - HC Autocentrum Jičín 1:2 (0:0, 0:0, 1:2)
- HC Autocentrum Jičín - HC Turnov 1931 6:3 (2:2, 2:0, 2:1)
- HC Turnov 1931 - HC Autocentrum Jičín 3:2 (2:1, 0:1, 1:0)
- HC Autocentrum Jičín - HC Turnov 1931 3:1 (1:0, 1:1, 1:0)

HC Autocentrum Jičín vítězí 3:1 na zápasy a postupuje do kvalifikace o postup do 2. ligu.

## Moravskoslezská krajská liga

### Základní část
| Poř. | Tým                     | Z  | V  | VP | PP | P  | VG  | OG  | B  |
| ---- | ----------------------- | -- | -- | -- | -- | -- | --- | --- | -- |
| 1.   | MHK Slovan Orlová       | 18 | 15 | 2  | 0  | 1  | 112 | 48  | 49 |
| 2.   | TJ Horní Benešov        | 18 | 11 | 1  | 2  | 4  | 75  | 58  | 37 |
| 3.   | HC Uničov               | 18 | 9  | 2  | 0  | 7  | 79  | 70  | 31 |
| 4.   | HK Baník Karviná        | 18 | 8  | 2  | 0  | 8  | 73  | 66  | 28 |
| 5.   | HC Studénka             | 18 | 7  | 2  | 2  | 7  | 74  | 68  | 27 |
| 6.   | HC Rožnov pod Radhoštěm | 18 | 7  | 1  | 3  | 7  | 75  | 78  | 26 |
| 7.   | HC Wolves Český Těšín   | 18 | 7  | 1  | 1  | 9  | 70  | 85  | 24 |
| 8.   | HC Frýdek-Místek B      | 18 | 7  | 0  | 1  | 10 | 59  | 73  | 22 |
| 9.   | HC Bospor Bohumín       | 18 | 6  | 0  | 1  | 11 | 75  | 101 | 19 |
| 10.  | HK Krnov                | 18 | 2  | 0  | 1  | 15 | 49  | 94  | 7  |

### Play-off

#### Čtvrtfinále
- MHK Slovan Orlová - HC Frýdek-Místek B 4:1 (3:1, 0:0, 1:0)
- HC Frýdek-Místek B - MHK Slovan Orlová 0:4 (0:0,0:1,0:3)
- MHK Slovan Orlová vyhráli sérii 2:0 na zápasy.

- TJ Horní Benešov - HC Wolves Český Těšín 9:1 (6:0, 1:1, 2:0)
- HC Wolves Český Těšín - TJ Horní Benešov 2:6 (1:1,1:2,0:3)
- TJ Horní Benešov vyhráli sérii 2:0 na zápasy.

- HC Uničov - HC Rožnov pod Radhoštěm 4:3 Pr. (1:0, 1:1, 1:2, 1:0)
- HC Rožnov pod Radhoštěm - HC Uničov 2:6 (1:0,1:3,0:3)
- HC Uničov vyhráli sérii 2:0 na zápasy.

- HK Baník Karviná - HC Studénka 3:2 (0:0, 2:1, 1:1)
- HC Studénka - HK Baník Karviná 5:6 (1:0,1:3,3:3)
- HK Baník Karviná vyhráli sérii 2:0 na zápasy.

#### Semifinále
- MHK Slovan Orlová - HK Baník Karviná 2:3 Pr. (2:0, 0:1, 0:1, 0:1)
- HK Baník Karviná - MHK Slovan Orlová 2:4 (1:2, 1:1, 0:1)
- MHK Slovan Orlová - HK Baník Karviná 9:3 (3:0, 3:2, 3:1)
- MHK Slovan Orlová vyhráli sérii 2:1 na zápasy.

- TJ Horní Benešov - HC Uničov 2:4 (0:2, 0:1, 2:1)
- HC Uničov - TJ Horní Benešov 3:1 (0:0, 2:0, 1:1)
- HC Uničov vyhráli sérii 2:0 na zápasy.

#### Finále
- MHK Slovan Orlová - HC Uničov 5:3 (0:1, 5:1, 0:1)
- HC Uničov - MHK Slovan Orlová 6:8 (2:1, 1:4, 3:3)
- MHK Slovan Orlová - HC Uničov 4:3 (1:0, 2:3, 1:0)
- MHK Slovan Orlová vyhráli sérii 3:0 na zápasy a postoupil do kvalifikace o postup do 2. ligu.

## Královéhradecká a Pardubická krajská liga

### Základní část
| Poř. | Tým                              | Z  | V  | VP | PP | P  | VG  | OG  | B  |
| ---- | -------------------------------- | -- | -- | -- | -- | -- | --- | --- | -- |
| 1.   | HC Kohouti Česká Třebová         | 32 | 27 | 0  | 1  | 4  | 210 | 72  | 82 |
| 2.   | TJ Spartak Nové Město nad Metují | 32 | 25 | 1  | 0  | 6  | 193 | 86  | 77 |
| 3.   | HC Hlinsko                       | 32 | 21 | 3  | 2  | 6  | 176 | 99  | 71 |
| 4.   | HC Chrudim                       | 32 | 22 | 0  | 2  | 8  | 132 | 110 | 68 |
| 5.   | BK Nová Paka                     | 32 | 20 | 3  | 0  | 9  | 178 | 102 | 66 |
| 6.   | HC Slovan Moravská Třebová       | 32 | 19 | 3  | 1  | 9  | 189 | 89  | 64 |
| 7.   | HC Litomyšl                      | 32 | 19 | 2  | 0  | 11 | 166 | 127 | 61 |
| 8.   | Stadion Nový Bydžov              | 32 | 18 | 2  | 1  | 11 | 161 | 111 | 59 |
| 9.   | HC Trutnov                       | 32 | 14 | 3  | 2  | 13 | 141 | 131 | 50 |
| 10.  | TJ Orli Lanškroun                | 32 | 12 | 1  | 2  | 17 | 129 | 145 | 40 |
| 11.  | HC Jaroměř                       | 32 | 11 | 2  | 2  | 17 | 112 | 149 | 39 |
| 12.  | HC Náchod                        | 32 | 11 | 0  | 4  | 17 | 123 | 142 | 37 |
| 13.  | HC Spartak Choceň                | 32 | 8  | 3  | 2  | 19 | 129 | 182 | 32 |
| 14.  | SK Třebechovice pod Orebem       | 32 | 8  | 1  | 2  | 21 | 139 | 186 | 28 |
| 15.  | HC Spartak Polička               | 32 | 7  | 0  | 1  | 24 | 118 | 208 | 22 |
| 16.  | HC Dvůr Králové nad Labem        | 32 | 6  | 0  | 2  | 24 | 106 | 209 | 20 |
| 17.  | HC Baroni Opočno                 | 32 | 0  | 0  | 0  | 32 | 45  | 299 | 0  |

### Play-off

#### Čtvrtfinále
- HC Kohouti Česká Třebová - Stadion Nový Bydžov 5:1 (1:0, 3:0, 1:1)
- Stadion Nový Bydžov - HC Kohouti Česká Třebová 4:8 (2:5, 0:0, 2:3)
- HC Kohouti Česká Třebová vyhráli sérii 2:0 na zápasy.

- TJ Spartak Nové Město nad Metují - HC Litomyšl 5:3 (3:1, 0:1, 2:1)
- HC Litomyšl - TJ Spartak Nové Město nad Metují 4:3 (3:0, 0:2, 1:1)
- TJ Spartak Nové Město nad Metují - HC Litomyšl 3:2 SN (1:1, 1:1, 0:0, 0:0, 1:0)
- TJ Spartak Nové Město nad Metují vyhráli sérii 2:1 na zápasy.

- HC Hlinsko - HC Slovan Moravská Třebová 4:6 (1:2, 1:1, 2:3)
- HC Slovan Moravská Třebová - HC Hlinsko 10:4 (1:2, 5:0, 4:2)
- HC Slovan Moravská Třebová vyhráli sérii 2:0 na zápasy.

- HC Chrudim - BK Nová Paka 2:4 (1:0, 1:3, 0:1)
- BK Nová Paka - HC Chrudim 6:3 (3:1, 1:2, 2:0)
- BK Nová Paka vyhráli sérii 2:0 na zápasy.

#### Semifinále
- HC Kohouti Česká Třebová - HC Slovan Moravská Třebová 4:3 (2:0, 2:1, 0:2)
- HC Slovan Moravská Třebová - HC Kohouti Česká Třebová 2:6 (1:2, 0:2, 1:2)
- HC Kohouti Česká Třebová - HC Slovan Moravská Třebová 5:0 (1:0, 2:0, 2:0)
- HC Kohouti Česká Třebová vyhráli sérii 3:0 na zápasy.

- TJ Spartak Nové Město nad Metují - BK Nová Paka 5:2 (0:0, 1:1, 4:1)
- BK Nová Paka - TJ Spartak Nové Město nad Metují 1:2 (0:0, 1:1, 0:1)
- TJ Spartak Nové Město nad Metují - BK Nová Paka 8:3 (2:0, 2:1, 4:2)
- TJ Spartak Nové Město nad Metují vyhráli sérii 3:0 na zápasy.

#### Finále
- HC Kohouti Česká Třebová - TJ Spartak Nové Město nad Metují 7:4 (5:2, 0:2, 2:0)
- TJ Spartak Nové Město nad Metují - HC Kohouti Česká Třebová 3:4 SN (0:0, 2:1, 1:2, 0:0, 0:1)
- HC Kohouti Česká Třebová - TJ Spartak Nové Město nad Metují 4:3 (1:1, 0:0, 2:2, 1:0)
- HC Kohouti Česká Třebová vyhráli sérii 3:0 na zápasy a postoupil do kvalifikace o postup do 2. ligu.

## Plzeňská a Karlovarská krajská liga

### Základní část
| Poř. | Tým                   | Z  | V  | VP | PP | P  | VG  | OG  | B  |
| ---- | --------------------- | -- | -- | -- | -- | -- | --- | --- | -- |
| 1.   | HC Rebel město Nejdek | 18 | 15 | 1  | 0  | 2  | 175 | 51  | 47 |
| 2.   | HK Rokycany           | 18 | 12 | 2  | 2  | 2  | 135 | 75  | 42 |
| 3.   | HC Meteor Třemošná    | 18 | 12 | 1  | 2  | 3  | 144 | 84  | 40 |
| 4.   | HC Klatovy            | 18 | 12 | 0  | 1  | 5  | 108 | 65  | 37 |
| 5.   | HC Domažlice          | 18 | 8  | 2  | 2  | 6  | 104 | 84  | 30 |
| 6.   | HC Baník Sokolov B    | 18 | 7  | 1  | 0  | 10 | 90  | 97  | 23 |
| 7.   | HC Apollo             | 18 | 6  | 1  | 1  | 10 | 78  | 102 | 21 |
| 8.   | HC Stadion Cheb B     | 18 | 6  | 0  | 0  | 12 | 65  | 141 | 18 |
| 9.   | HC Mariánské Lázně    | 17 | 2  | 0  | 0  | 15 | 66  | 132 | 6  |
| 10.  | HC Čerti Ostrov       | 17 | 1  | 0  | 0  | 16 | 59  | 193 | 3  |

### Play-off

#### Čtvrtfinále
- HC Stadion Cheb B - HC Rebel město Nejdek 3:12 (0:5, 3:4, 0:3)
- HC Rebel město Nejdek - HC Stadion Cheb B 5:0 (kontumace)
- HC Rebel město Nejdek vyhrál celkovým výsledkem 17:3.

- HC Apollo - HK Rokycany 2:6 (1:0, 0:4, 1:2)
- HK Rokycany - HC Apollo 7:3 (3:1, 1:1, 3:1)
- HK Rokycany vyhrál celkovým výsledkem 13:5.

- HC Baník Sokolov B - HC Meteor Třemošná 2:8 (0:3, 0:3, 2:2)
- HC Meteor Třemošná - HC Baník Sokolov B 5:3 (2:3, 2:0, 1:0)
- HC Meteor Třemošná vyhrál celkovým výsledkem 13:5.

- HC Domažlice - HC Klatovy 5:5 (2:3, 0:0, 3:2)
- HC Klatovy - HC Domažlice 5:4 Pr. (2:1, 2:2, 0:1, 1:0)
- HC Klatovy vyhrál celkovým výsledkem 10:9.

#### Semifinále
- HC Klatovy - HC Rebel město Nejdek 2:5 (1:1, 1:2, 0:2)
- HC Rebel město Nejdek - HC Klatovy 6:2 (1:1, 2:0, 3:1)
- HC Rebel město Nejdek vyhrál celkovým výsledkem 11:4.

- HC Meteor Třemošná - HK Rokycany 5:3 (3:0, 1:1, 1:2)
- HK Rokycany - HC Meteor Třemošná 4:4 (1:3, 1:0, 2:1)
- HC Meteor Třemošná vyhrál celkovým výsledkem 9:7.

#### Finále
- HC Rebel město Nejdek - HC Meteor Třemošná 5:3 (0:1, 2:1, 3:1)
- HC Meteor Třemošná - HC Rebel město Nejdek 2:4 (1:0, 1:1, 0:3)
- HC Rebel město Nejdek vyhráli sérii 2:0 na zápasy a stali se vítězem Plzeňské a Karlovarské krajské ligy, do kvalifikace o 2. ligu se klub Rebel Nejdek nemohl zúčastnit z důvodu nesplnění termínu podaní přihlášky do kvalifikace.

## Středočeská krajská liga

### Základní část

#### Skupina východ
| Poř. | Tým                 | Z  | V  | VP | PP | P  | VG  | OG  | B  |
| ---- | ------------------- | -- | -- | -- | -- | -- | --- | --- | -- |
| 1.   | HC Čáslav           | 21 | 16 | 0  | 2  | 3  | 92  | 63  | 50 |
| 2.   | HC Poděbrady        | 21 | 14 | 1  | 0  | 6  | 114 | 88  | 44 |
| 3.   | SK Sršni Kutná Hora | 21 | 10 | 2  | 1  | 8  | 94  | 90  | 35 |
| 4.   | HC Žabonosy         | 21 | 6  | 2  | 1  | 12 | 72  | 102 | 23 |
| 5.   | SC Marimex Kolín B  | 21 | 6  | 0  | 4  | 11 | 66  | 83  | 22 |
| 6.   | BK Mladá Boleslav B | 21 | 4  | 2  | 1  | 14 | 67  | 104 | 17 |

#### Skupina sever
| Poř. | Tým                      | Z  | V  | VP | PP | P  | VG | OG | B  |
| ---- | ------------------------ | -- | -- | -- | -- | -- | -- | -- | -- |
| 1.   | HC Rakovník              | 20 | 14 | 2  | 0  | 4  | 93 | 56 | 46 |
| 2.   | HK Lev Slaný             | 20 | 11 | 3  | 3  | 3  | 81 | 65 | 42 |
| 3.   | HC Junior Mělník         | 20 | 8  | 1  | 3  | 8  | 70 | 69 | 29 |
| 4.   | HC Hvězda Praha          | 20 | 8  | 1  | 2  | 9  | 79 | 74 | 28 |
| 5.   | HC Benátky nad Jizerou B | 20 | 4  | 2  | 3  | 11 | 60 | 70 | 19 |

#### Skupina jih
| Poř. | Tým                      | Z  | V  | VP | PP | P  | VG  | OG  | B  |
| ---- | ------------------------ | -- | -- | -- | -- | -- | --- | --- | -- |
| 1.   | SK Černošice             | 21 | 15 | 2  | 0  | 4  | 145 | 62  | 49 |
| 2.   | HC Slavoj Velké Popovice | 21 | 14 | 2  | 0  | 5  | 103 | 72  | 46 |
| 3.   | HC Rytíři Vlašim         | 21 | 11 | 0  | 0  | 10 | 93  | 97  | 33 |
| 4.   | HK Králův Dvůr           | 21 | 6  | 1  | 1  | 13 | 70  | 110 | 21 |
| 5.   | HC Lev Benešov           | 21 | 5  | 1  | 1  | 14 | 77  | 107 | 18 |
| 6.   | HC Spartak Žebrák        | 21 | 2  | 0  | 0  | 19 | 69  | 133 | 6  |

### Skupina o udržení
| Poř. | Tým                        | Z | V | VP | PP | P | VG | OG | B |
| ---- | -------------------------- | - | - | -- | -- | - | -- | -- | - |
| 1.   | BK Mladá Boleslav B        | 4 | 2 | 1  | 0  | 1 | 19 | 14 | 8 |
| 2.   | HC Spartak Žebrák          | 4 | 2 | 0  | 0  | 2 | 19 | 18 | 6 |
| 3.   | HC Benátky nad Jizerou "B" | 4 | 1 | 0  | 1  | 2 | 12 | 18 | 4 |

- Vzájemné zápasy ze základní části byli započteny do tabulky.
- HC Benátky nad Jizerou "B" se měl utkat v baráži o Středočeskou krajskou ligou s vítězem Krajské soutěže týmem HC Příbram "B". Baráž byla nakonec zrušena a týmy setrvali pro nadcházející ročník beze změny.

### Play-off

#### Předkolo
- SC Marimex Kolín B - HK Lev Slaný 2:4 (1:1, 1:1, 0:2)
- HK Lev Slaný - SC Marimex Kolín B 4:3 (0:0, 3:0, 1:3)
- HK Lev Slaný vyhráli sérii 2:0 na zápasy.

- HC Poděbrady - HC Žabonosy 6:2 (2:1, 3:0, 1:1)
- HC Poděbrady - HC Žabonosy 10:1 (4:0, 4:1, 2:0)
- HC Poděbrady vyhráli sérii 2:0 na zápasy.

- HC Junior Mělník - HC Rytíři Vlašim 3:4 SN (0:2, 1:1, 2:0, 0:0, 0:1)
- HC Rytíři Vlašim - HC Junior Mělník 8:3 (1:1, 2:1, 5:1)
- HC Rytíři Vlašim vyhráli sérii 2:0 na zápasy.

- HC Hvězda Praha - SK Sršni Kutná Hora 6:1 (2:0, 2:1, 2:0)
- SK Sršni Kutná Hora - HC Hvězda Praha 3:2 SN (0:1, 1:0, 1:1, 0:0, 1:0)
- SK Sršni Kutná Hora - HC Hvězda Praha 1:3 (0:1, 0:1, 1:1)
- HC Hvězda Praha vyhráli sérii 2:1 na zápasy.

#### Čtvrtfinále
- HK Lev Slaný - HC Slavoj Velké Popovice 4:2 (1:0, 1:1, 2:1)
- HC Slavoj Velké Popovice - HK Lev Slaný 4:1 (1:0, 3:1, 0:0)
- HC Slavoj Velké Popovice - HK Lev Slaný 4:3 (0:1, 0:1, 4:1)
- HC Slavoj Velké Popovice vyhráli sérii 2:1 na zápasy.

- HC Hvězda Praha - HC Čáslav 1:4 (0:2, 1:1, 0:1)
- HC Čáslav - HC Hvězda Praha 4:1 (1:0, 0:1, 3:0)
- HC Čáslav vyhráli sérii 2:0 na zápasy.

- HC Rytíři Vlašim - SK Černošice 5:2 (2:0, 0:1, 3:1)
- SK Černošice - HC Rytíři Vlašim 2:6 (2:1, 0:3, 0:2)
- HC Rytíři Vlašim vyhráli sérii 2:0 na zápasy.

- HC Poděbrady - HC Rakovník 10:4 (3:0, 3:3, 4:1)
- HC Rakovník - HC Poděbrady 5:4 Pr. (2:2, 1:2, 1:0, 1:0)
- HC Rakovník - HC Poděbrady 8:3 (3:1, 4:1, 1:1)
- HC Rakovník vyhráli sérii 2:1 na zápasy.

#### Semifinále
- HC Čáslav - HC Rytíři Vlašim 1:5 (1:2, 0:1, 0:2)
- HC Rytíři Vlašim - HC Čáslav 3:4 (2:3, 1:1, 0:0)
- HC Čáslav - HC Rytíři Vlašim 4:0 (0:0, 1:0, 3:0)
- HC Rytíři Vlašim - HC Čáslav 4:2 (1:1, 0:0, 3:1)
- HC Čáslav - HC Rytíři Vlašim 4:3 (1:0, 1:2, 1:1, 1:0)
- HC Čáslav vyhráli sérii 3:2 na zápasy.

- HC Rakovník - HC Slavoj Velké Popovice 6:3 (1:2, 3:1, 2:0)
- HC Slavoj Velké Popovice - HC Rakovník 1:3 (1:0, 0:1, 0:2)
- HC Rakovník - HC Slavoj Velké Popovice 6:5 Pr. (2:2, 2:3, 1:0, 1:0)
- HC Rakovník vyhráli sérii 3:0 na zápasy.

#### Finále
- HC Čáslav - HC Rakovník 1:4 (1:0, 0:2, 0:2)
- HC Rakovník - HC Čáslav 3:5 (2:1, 0:3, 1:1)
- HC Čáslav - HC Rakovník 4:1 (3:0, 1:0, 0:1)
- HC Rakovník - HC Čáslav 6:3 (1:2, 1:1, 4:0)
- HC Čáslav - HC Rakovník 1:2 Pr. (1:0, 0:0, 0:1, 0:1)
- HC Rakovník vyhráli sérii 3:2 na zápasy a postoupil do kvalifikace o postup do 2. ligu.

## Ústecká krajská liga

### Základní část
| Poř. | Tým                         | Z  | V  | VP | PP | P  | VG  | OG  | B  |
| ---- | --------------------------- | -- | -- | -- | -- | -- | --- | --- | -- |
| 1.   | SK Kadaň                    | 20 | 20 | 0  | 0  | 0  | 198 | 50  | 60 |
| 2.   | HC Slovan Louny             | 20 | 11 | 1  | 0  | 8  | 107 | 118 | 35 |
| 3.   | HC Draci Bílina             | 20 | 11 | 0  | 0  | 9  | 103 | 111 | 33 |
| 4.   | HC Tygři Klášterec nad Ohří | 20 | 6  | 1  | 1  | 12 | 107 | 120 | 21 |
| 5.   | HC Roudnice nad Labem       | 20 | 4  | 2  | 0  | 14 | 87  | 145 | 16 |
| 6.   | HC Lovosice                 | 20 | 4  | 0  | 3  | 13 | 103 | 161 | 15 |

- HC Děčín B odstoupil ze soutěže hned po prvním odehraném zápasu proti HC Slovan Louny, který skončil vítězstvím Slovanu 8:3. Zápas byl anulován.

### Play-off

#### Semifinále
- SK Kadaň - HC Tygři Klášterec nad Ohří 9:4 (4:1, 4:2, 1:1)
- HC Tygři Klášterec nad Ohří - SK Kadaň 5:6 (1:1, 2:3, 2:2)
- SK Kadaň vyhráli sérii 2:0 na zápasy.

- HC Slovan Louny - HC Draci Bílina 3:8 (2:4, 0:3, 1:1)
- HC Draci Bílina - HC Slovan Louny 4:3 Pr. (1:1, 0:0, 2:2, 1:0)
- HC Draci Bílina vyhráli sérii 2:0 na zápasy.

#### Finále
- SK Kadaň - HC Draci Bílina 7:3 (2:1, 1:0, 4:2)
- HC Draci Bílina - SK Kadaň 3:4 Pr. (0:1, 0:2, 3:0, 0:1)
- SK Kadaň vyhráli sérii 2:0 na zápasy a postoupil do kvalifikace o postup do 2. ligu.